# ثيوكربامات

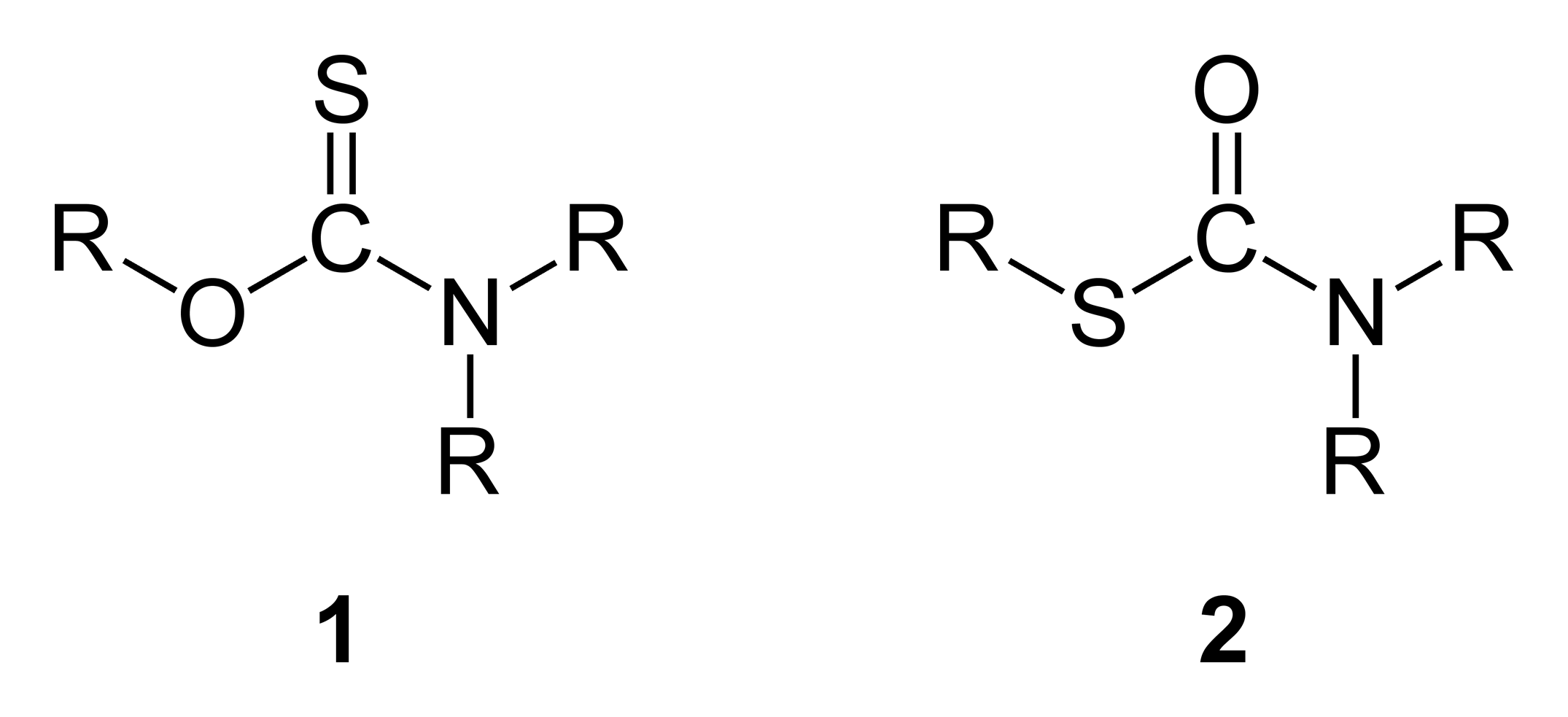
التصاوغ في الثيوكربامات

ثيوكربامات هو صنف من أصناف مركبات الكبريت العضوية وهي مشابهات بنيوية لنظيراتها من الكربامات، حيث تحل ذرة كبريت مكان ذرة أكسجين.
هناك متصاوغان ممكنان من الصيغة العامة للكربامات، وهي O-ثيوكربامات (ROC(=S)NR2) وS-ثيوكربامات RSC(=O)NR2.

## التحضير
تحضر مركبات الثيوكربامات من تفاعل أثر الماء أو الكحولات على الثيوسيانات:
{\displaystyle {\ce {RSCN + H2O -> RSC(=O)NH2}}}
{\displaystyle {\ce {RSCN + R'OH -> RSC(=O)NR'H}}}

## التفاعلات
في إعادة ترتيب نيومان-كوارت يحدث تفاعل مصاوغة من الشكل O-ثيوكربامات إلى الشكل S-ثيوكربامات: